# John Belchier
John Belchier (1706-6 de febrero de 1785) fue un cirujano británico.
Belchier fue cirujano del Hospital Guy's Hospital entre 1736 y 1768. Por la época de su nombramiento descubrió que el tinte vegetal extraído de la rubia marcaba el nuevo tejido óseo, lo que abrió el estudio del crecimiento y desarrollo del esqueleto que fue proseguido por Henri Louis Duhamel du Monceau y John Hunter. Ganó por ello la Medalla Copley de la Royal Society en 1737. Fue fundador y director del Hospital Foundling, institución de caridad del Royal Charter en 1739.